# DeLeon Springs
DeLeon Springs ist  ein census-designated place (CDP) im Volusia County im US-Bundesstaat Florida. Das U.S. Census Bureau hat bei der Volkszählung 2020 eine Einwohnerzahl von 2.619 ermittelt. 

## Geographie
DeLeon Springs liegt rund 10 km nördlich von DeLand sowie etwa 60 km nördlich von Orlando. Der CDP wird vom U.S. Highway 17 (SR 15) durchquert. Der De Leon Springs State Park liegt nordwestlich des Ortes.

## Demographische Daten
Laut der Volkszählung 2010 verteilten sich die damaligen 2614 Einwohner auf 1035 Haushalte. Die Bevölkerungsdichte lag bei 384,4 Einw./km². 69,9 % der Bevölkerung bezeichneten sich als Weiße, 5,8 % als Afroamerikaner, 0,3 % als Indianer und 1,0 % als Asian Americans. 20,7 % gaben die Angehörigkeit zu einer anderen Ethnie und 2,2 % zu mehreren Ethnien an. 44,3 % der Bevölkerung bestand aus Hispanics oder Latinos.
Im Jahr 2010 lebten in 40,5 % aller Haushalte Kinder unter 18 Jahren sowie 30,1 % aller Haushalte Personen mit mindestens 65 Jahren. 75,9 % der Haushalte waren Familienhaushalte (bestehend aus verheirateten Paaren mit oder ohne Nachkommen bzw. einem Elternteil mit Nachkomme). Die durchschnittliche Größe eines Haushalts lag bei 3,16 Personen und die durchschnittliche Familiengröße bei 3,56 Personen.
31,0 % der Bevölkerung waren jünger als 20 Jahre, 24,9 % waren 20 bis 39 Jahre alt, 26,2 % waren 40 bis 59 Jahre alt und 17,9 % waren mindestens 60 Jahre alt. Das mittlere Alter betrug 35 Jahre. 51,7 % der Bevölkerung waren männlich und 48,3 % weiblich.
Das durchschnittliche Jahreseinkommen lag bei 47.036 $, dabei lebten 24,1 % der Bevölkerung unter der Armutsgrenze.
Im Jahr 2000 war Englisch die Muttersprache von 62,03 % der Bevölkerung und spanisch sprachen 37,97 %.

## Sehenswürdigkeiten
Folgende Objekte sind im National Register of Historic Places gelistet:
- DeLeon Springs Colored School
- Strawn Historic Agricultural District
- Strawn Historic Citrus Packing House District
- Strawn Historic Sawmill District